# Basel II
Basel II oziroma novi kapitalski sporazum je priporočilo za oblikovanje politik v zvezi z obvladovanjem tveganj in, posplošeno rečeno, določa koliko kapitala mora banka oziroma druga finančna institucija imeti glede na nivo finančnih in operativnih tveganj, s katerimi se sooča. Tako so določene zahteve za upravljanje s tveganjem in izračunom potrebnega kapitala, ki naj bi zagotavljale stabilnost institucij in s tem finančnega sistema.
Sporazum ni zavezujoč, torej zakonska obveza za banke oziroma druge finančne institucije, vendar je mednarodno uveljavljen in se ga uporablja po vsem svetu. Uporabljen je bil kot podlaga za oblikovanje evropskih bančnih smernic oziroma direktiv in ga morajo članice EU upoštevati v svoji zakonodaji. Predhodnik Basel I je bil oblikovan leta 1988, Basel II pa leta 2004 (sprejet 2006). V Sloveniji ga banke uporabljajo od 2007. Kritika starega sporazuma (Basel I) je bila, da ne upošteva v zadostni meri nekreditna tveganja, ki pridobivajo na pomenu, saj se je osredotočal na kvantitativno merjenja kapitalske ustreznosti, premalo pa na kvalitativni vidik.
Basel II je osnovan na treh stebrih: minimalne kapitalske zahteve (Minimal Capital Requirements), regulativni nadzor (Supervisory Review) in tržna disciplina (Market Discipline). V primerjavi s predhodnikom se bistvene novosti navezujejo na zadnja dva stebra.
Sporazum je bil pripravljen s strani Baselskega odbora za nadzor bank (Basel Committee on Banking Supervision), slednji je bil ustanovljen leta 1974 s strani guvernerjev centralnih bank desetih najrazvitejših držav, združenih v skupino G-10.

Zunanje povezave:
Baselski odbor za nadzor bank (Basel Committee on Banking Supervision)
Osnovna stran Basel II